# Самчук Іван Оникійович
Іва́н Оникі́йович Самчу́к  (нар. 1912, с. Спасо-Мажарівка Знам'янського району Кіровоградської області — пом. 6 грудня 1988) — український військовик часів Другої світової війни, начальник штабу 32-го гвардійського стрілецького корпусу 5-ї гвардійської армії, бійці якого в січні 1944-го в ході Кіровоградської наступальної операції одними з перших увійшли у Кіровоград, звільняючи місто від німецьких окупантів. Почесний громадянин міста Кіровограда.

## Біографія
Іван Оникійович Самчук народився і виріс у сім'ї селянина в селі Спасо-Мажарівка Знам'янського району Кіровоградської області.
Він — військовик з юних літ. Після закінчення семирічки за путівкою райкому комсомолу вступив до Зинов'євської кавалерійської школи, а потім його перевели до Бакинського піхотного училища.
До Другої світової війни Іван Самчук встиг закінчити військову академію і одержав призначення в Одеський військовий округ.
Початок Радянсько-німецької війни зустрів капітаном, на посаді начальника оперативного відділення штабу 5-ї повітряно-десантної бригади 3-го повітряно-десантного корпусу, що дислокувався в місті Первомайську.
В липні 1941 року 5-ту повітряно-десантну бригаду було направлено під Київ, де вона важкі бої з німецькими військами. Командував батальйоном.
З 26 лютого 1942 року — командир 39-го гвардійського стрілецького полку 13-ї гвардійської стрілецької дивізії. 6 липня 1942 року був поранений, перебував на лікуванні у шпиталі. У січні-лютому 1943 року — знову командир 39-го гвардійського стрілецького полку. 13-та гвардійська дивізія, командиром полку у якій був Іван Оникійович, брала участь у Сталінградській битві (17 липня 1942 — 2 лютого 1943).
Потому І. О. Самчука призначили начальником штабу 32-го гвардійського стрілецького корпусу. Це з'єднання брало участь у Курській битві (5 липня — 23 серпня 1943), визволяло від окупантів Харків, Полтаву, Кременчук. Форсувавши Дніпро, корпус повів наступ у Олександрійсько-Знам'янському напрямку, і в січні 1944-го брав участь у Кіровоградській наступальній операції. Бійці корпусу одними з перших увійшли у Кіровоград, звільняючи місто від німецьких окупантів.
У другій половині березня 1944 року війська 32-го гвардійського стрілецького корпусу з ходу форсували річку Південний Буг в районі міста Первомайська Миколаївської області.
Іван Самчук зі своїм корпусом з боями пройшов землями Румунії, Польщі, Чехословаччини. Закінчився бойовий шлях полковника у німецькому місті Торгау, де на берегах Ельби його корпус зустрівся з військами союзників. Іван Оникійович був чотири рази поранений і стільки ж разів контужений.
Помер Іван Оникійович Самчук 6 грудня 1988 року.

## Нагороди і почесні звання
- Три ордени Червоного Прапора;
- Орден Суворова 2-го ступеня;
- Орден Кутузова 2-го ступеня;
- Орден Вітчизняної війни 1-го та 2-го ступенів;
- Два ордени Червоної Зірки;
- Медалі;
- Іноземні нагороди;
- Почесний громадянин Кіровограда[1] (23.03.1973);
- Почесний громадянин Первомайська Миколаївської області[2] (1980).

## Літературна діяльність
І. О. Самчук є автором або співавтором книг військових мемуарів:
- Атакуют десантники. Боевой путь 9-й гвардейской воздушно-десантной дивизии.
- Гвардейская Полтавская. Боевой путь 97-й гвардейской стрелковой дивизии.
- Котел под Томаровкой.
- От Волги до Эльбы и Праги. Боевой путь 5-й гвардейской армии.
- Тринадцатая гвардейская. Боевой путь 13-й гвардейской стрелковой дивизии.